# Episodi di Legends of Tomorrow (quinta stagione)
La quinta stagione della serie televisiva DC's Legends of Tomorrow, composta da 15 episodi, è stata trasmessa in prima visione negli Stati Uniti d'America dall'emittente televisiva The CW dal 14 gennaio al 2 giugno 2020.
In Italia la stagione è stata trasmessa dal 22 maggio al 31 agosto 2020 su Premium Action. In chiaro la stagione va in onda su Italia 1 nel day-time pomeriggio: l'episodio speciale (n° 0), in quanto crossover, è andato onda il 6 febbraio 2021, mentre il resto della stagione è trasmessa dal 12 giugno 2021 sempre nel day-time.
L'episodio speciale che precede l'inizio ufficiale della stagione è l'ultima parte di un crossover con la quinta stagione di Supergirl, la prima stagione di Batwoman, la sesta stagione di The Flash e l'ottava ed ultima stagione di Arrow.
Durante questa stagione entra nel cast principale Olivia Swann, mentre ne escono Brandon Routh e Courtney Ford.
Le antagoniste principali di questa stagione sono le moire Atropo e Lachesi
| nº | Titolo originale                     | Titolo italiano                                | Prima TV USA     | Prima TV Italia |
| -- | ------------------------------------ | ---------------------------------------------- | ---------------- | --------------- |
| SP | Crisis on Infinite Earths: Part Five | Crisi sulle Terre infinite - V Parte           | 14 gennaio 2020  | 25 maggio 2020  |
| 1  | Meet the Legends                     | Incontriamo le Leggende!                       | 21 gennaio 2020  | 1º giugno 2020  |
| 2  | Miss Me, Kiss Me, Love Me            | Mi manchi, baciami, amami!                     | 4 febbraio 2020  | 8 giugno 2020   |
| 3  | Slay Anything                        | Uccidere tutti!                                | 11 febbraio 2020 | 15 giugno 2020  |
| 4  | A Head of Her Time                   | Il telaio del destino                          | 18 febbraio 2020 | 22 giugno 2020  |
| 5  | Mortal Khanbat                       | Mortal Khanbat                                 | 25 febbraio 2020 | 29 giugno 2020  |
| 6  | Mr. Parker's Cul-De-Sac              | Il vicolo cieco del signor Parker              | 10 marzo 2020    | 6 luglio 2020   |
| 7  | Romeo V. Juliet: Dawn of Justness    | Romeo contro Giulietta: l'alba della giustezza | 17 marzo 2020    | 13 luglio 2020  |
| 8  | Zari, Not Zari                       | Zari, o non Zari                               | 21 aprile 2020   | 20 luglio 2020  |
| 9  | The Great British Fake Off           | Alla ricerca dell'anello di Lachesi            | 28 aprile 2020   | 27 luglio 2020  |
| 10 | Ship Broken                          | Nave in avaria                                 | 5 maggio 2020    | 3 agosto 2020   |
| 11 | Freaks and Greeks                    | La sorellanza delle Leggende                   | 12 maggio 2020   | 10 agosto 2020  |
| 12 | I Am Legends                         | Io sono le Leggende                            | 19 maggio 2020   | 17 agosto 2020  |
| 13 | The One Where We're Trapped On TV    | Quella volta che restammo intrappolati in TV   | 26 maggio 2020   | 24 agosto 2020  |
| 14 | Swan Thong                           | Notte al museo di storia                       | 2 giugno 2020    | 31 agosto 2020  |

## Crisi sulle Terre infinite - V Parte
- Titolo originale: Crisis on Infinite Earths: Part Five
- Diretto da: Gregory Smith
- Scritto da: Keto Shimizu e Ubah Mohamed

### Trama
Dopo la morte di Oliver Queen, Kara Danvers si sveglia apparentemente a casa sua su Terra-38, ma scopre poco dopo di trovarsi su Terra-1 nell'universo restaurato, in cui Marv Wolfmanil chiede a Flash e a Supergirl un autografo, e si scopre chi è il creatore di "Crisi sulle terre infinite".
Luthor è a capo del DEO e solo i Paragon ricordano la crisi (dopo aver parlato con J'onn J'onzz) e quindi Terra-38 e la Terra di Black Lightning si sono fuse con Terra-1 in un universo composito. Non solo, il secondo sacrificio di Oliver Queen ha dato loro tutti i nuovi inizi. Mentre J'onn usa i suoi poteri per ripristinare i ricordi della Crisi del Team Supergirl, del Team Arrow, del Team Flash e delle Leggende coinvolte, Sara raggiunge il bunker del Team Arrow nel tentativo di trovare Oliver, senza successo. Più tardi, Barry Allen e Sara, e successivamente gli altri Paragon vengono attaccati dai demoni ombra. Dopo aver trovato un Nash Wells restaurato e pieno di rimorso e aver combattuto contro un Beebo gigante, gli eroi scoprono che l'Anti-Monitor è ancora vivo e sta pianificando di distruggere di nuovo il multiverso. Per fermarlo una volta per tutte, Nash, Ray, Ryan Choi con l'aiuto prezioso della velocità di Barry, lavorano per sviluppare una bomba per rimpicciolire per sempre l'Anti-Monitor nel "microverso", mentre gli altri eroi lo distraggono. Una volta finita, Kara usa la bomba sull'Anti-Monitor riuscendo a sconfiggerlo. Dopo il discorso commemorativo della presidente degli Stati Uniti in televisione per tutti gli eroi e per Oliver, Barry riunisce Kara, Sara, J'onn, Kate Kane, Clark Kent e Jefferson Pierce per onorare Oliver e per creare una nuova lega di supereroi (la Justice League), per proteggere insieme la loro nuova Terra, rinominata Terra-Prime. Nel finale viene rivelato che gli eroi non solo hanno creato un’unica loro realtà, ma hanno dato vita a un nuovo multiverso e a nuovi supereroi con Stargirl su Terra-2, i Titans su Terra-9, Swamp Thing su Terra-19, Doom Patrol su Terra-21, Lanterna Verde su Terra-12 e il ritorno di Superman, doppelganger di Ray, di Terra-96. Nel frattempo si percepisce la presenza di un nuovo personaggio, chiamato Gleek.
- Guest star: Melissa Benoist (Kara Danvers / Kara Zor-El / Supergirl), Chyler Leigh (Alex Danvers), Nicole Maines (Nia Nal / Dreamer), David Harewood (J'onn J'onzz / Martian Manhunter), Tom Cavanagh (Nash Wells / Pariah), Tyler Hoechlin (Clark Kent / Superman), Elizabeth Tulloch (Lois Lane), Ruby Rose (Kate Kane / Batwoman), Grant Gustin (Barry Allen / Flash), Audrey Marie Anderson (Lyla Michaels / Harbinger), Jon Cryer (Lex Luthor), Danielle Panabaker (Caitlin Snow / Frost), David Ramsey (John Diggle / Spartan), Osric Chau (Ryan Choi), Rick Gonzalez (Rene Ramirez / Wild Dog), Juliana Harkavy (Dinah Drake / Black Canary).
- Nota. Marv Wolfman, ideatore di Crisi sulle terre infinite, compare in un cameo mentre chiede a Flash e Supergirl un autografo.
- Nota. Questo episodio speciale conclude l'evento crossover iniziato nell'episodio Crisi sulle Terre infinite - I Parte della serie Supergirl, continuato poi negli episodi Crisi sulle Terre infinite - II Parte della serie Batwoman, Crisi sulle Terre infinite - III Parte della serie The Flash e infine nell'episodio Crisi sulle Terre infinite - IV Parte della serie Arrow.
- Ascolti USA: telespettatori 1 350 000[5]

## Incontriamo le Leggende!
- Titolo originale: Meet the Legends
- Diretto da: Kevin Mock
- Scritto da: Grainne Godfree e James Eagan

### Trama
In seguito agli eventi della sconfitta di Hey World e Neron, le Leggende sono diventate eroi pubblici. Con il Time Bureau smantellato, Ava Sharpe si unisce alle Leggende e consente a una troupe di documentari di filmarle in modo che possano raccogliere fondi. Sara, Ray e Mick Rory tornano dalla crisi, ma Sara deve ancora fare i conti con la morte di Oliver. Improvvisamente, si verifica un terremoto che porta le leggende alla Russia del 1917, dove Grigori Rasputin è tornato dai morti. Le leggende non riescono a convincere Rasputin ad uccidere il suo assassino, quindi tornano alla Waverider, ma lasciano un membro dell'equipaggio. Le Leggende creano un piano per fermare Rasputin e salvare il membro dell'equipaggio prima di tornare al 2020. Quindi rilasciano il documentario al mondo, prima di affermare che il film era falso. Nel frattempo, nel 2020, John Constantine e Gary Green indagano su un demone di nome Masher, che ha posseduto un bambino a Star City. Costantine esegue un esorcismo, liberando il bambino e rimandando Masher all'inferno. Costantine torna all'Inferno, Mick smette di scrivere e passa la sua carriera a Mona, che lascia la Waverider e le Leggende per intraprendere una nuova carriera, e Nate vede un vecchio messaggio di Zari, chiedendogli di trovarla nella nuova sequenza temporale.
- Nota. Questo episodio è il primo episodio ufficiale di questa stagione.
- Ascolti USA: telespettatori 720 000[6]

## Mi manchi, baciami, amami!
- Titolo originale: Miss Me, Kiss Me, Love Me
- Diretto da: David Geddes
- Scritto da: Ray Utarnachitt

### Trama
1947. Le Leggende sono a Los Angeles dove regna la corruzione gestita da un gangster di nome Benjamin Siegel.
- Ascolti USA: telespettatori 770 000[7]

## Uccidere tutti!
- Titolo originale: Slay Anything
- Diretto da: Alexandra La Roche
- Scritto da: Matthew Maala e Tyron B. Carter

### Trama
Le Leggende devono fermare un serial killer liberato dall'Inferno nel 2004, autore di una strage durante il ballo nel 1989.
- Ascolti USA: telespettatori 740 000[8]

## Il telaio del destino
- Titolo originale: A Head of Her Time
- Diretto da: Avi Youabian
- Scritto da: Morgan Faust

### Trama
Sara è costretta a lasciare il comando della Waverider per recarsi a Star City. Affida il delicato incarico ad interim ad Ava.
- Ascolti USA: telespettatori 720 000[9]

## Mortal Khanbat
- Titolo originale: Mortal Khanbat
- Diretto da: Caity Lotz
- Scritto da: Grainne Godfree e Mark Bruner

### Trama
Ava mette a punto un nuovo strumento di rilevamento di Encore, e scopre che sta per manifestarsi un'anomalia nel 1997 ad Hong Kong.
- Ascolti USA: telespettatori 740 000[10]

## Il vicolo cieco del signor Parker
- Titolo originale: Mr. Parker's Cul-De-Sac
- Diretto da: Ben Bray
- Scritto da: Keto Shimizu e James Eagan

### Trama
Ray organizza una serata romantica con Nora, ma salta tutto al manifestarsi di un Encore.
- Ascolti USA: telespettatori 730 000[11]

## Romeo contro Giulietta: l'alba della giustezza
- Titolo originale: Romeo V. Juliet: Dawn of Justness
- Diretto da: Alexandra La Roche
- Scritto da: Ray Utarnachitt e Matthew Maala

### Trama
Ray chiede a Nora di andare a vivere fuori dalla Waverider, ma non ha il coraggio di dirlo a Nate.
- Ascolti USA: telespettatori 670 000[12]

## Zari, o non Zari
- Titolo originale: Zari, Not Zari
- Diretto da: Kevin Mock
- Scritto da: Morgan Faust e Tyron B. Carter

### Trama
Sara, Constantine e Charlie si ritrovano in British Columbia alla ricerca di un altro pezzo del Telaio del Destino, ma c'è un imprevisto.
- Nota. In questo episodio viene citato il telefilm Supernatural e vediamo l'Impala.
- Ascolti USA: telespettatori 650 000[13]

## Alla ricerca dell'anello di Lachesi
- Titolo originale: The Great British Fake Off
- Diretto da: David Geddes
- Scritto da: Jackie Canino

### Trama
Zari e John sono alla ricerca del terzo anello per ricomporre il Telaio del Destino e vengono risucchiati nel 1910.
- Ascolti USA: telespettatori 690 000[14]

## Nave in avaria
- Titolo originale: Ship Broken
- Diretto da: Andi Armaganian
- Scritto da: James Eagan e Mark Bruner

### Trama
Mentre Mick porta sua figlia a visitare la Waverider, si verifica un'avaria sulla nave che ne compromette tutte le attività.
- Ascolti USA: telespettatori 720 000[15]

## La sorellanza delle Leggende
- Titolo originale: Freaks and Greeks
- Diretto da: Nico Sachse
- Scritto da: Matthew Maala e Ubah Mohamed

### Trama
Le Leggende si ritrovano catapultate ai tempi del college. Fondano una sorellanza con lo scopo di recuperare un antico manufatto chiamato Calice di Dioniso.
- Ascolti USA: telespettatori 660 000[16]

## Io sono le Leggende
- Titolo originale: I Am Legends
- Diretto da: Andrew Kasch
- Scritto da: Ray Utarnachitt, Leah Poulliot e Emily Cheever

### Trama
Dopo aver bevuto dal Calice, le Leggende acquisiscono l'immortalità per un giorno. Dovranno raggiungere la Waverider, ora nelle mani delle sorelle di Charlie.
- Ascolti USA: telespettatori 800 000[17]

## Quella volta che restammo intrappolati in TV
- Titolo originale: The One Where We're Trapped on TV
- Diretto da: Marc Guggenheim
- Scritto da: Grainne Godfree e James Eagan

### Trama
Il mondo viene conquistato dalle Moire, si rinuncia al libero arbitrio, ed è tutto deciso dai fili del telaio, cioè dal destino, nessuno ricorda nulla della vecchia linea temporale.
Viene tutto gestito e dettato dalle Moire, anche la tv, tutti guardano le stesse serie, parlando di ciò, Mona Wu mentre sta guardando la solita serie, succede che il "cimelio di famiglia" di Behrad si illumina, e da lui ne esce fuori la vecchia Zari, Z, che prende immediatamente il corpo della nuova Zari, Nate e Behrad non credono in questo e all'inizio sono titubanti, ma poi scappano da quella serie TV, per andare a reclutare i loro vecchi amici, Le Leggende.
Le serie TV vengono decise da algoritmi già scritti, ma Mona e Gary avendo ricordato il tutto riscrivono il copione, si scopre che Charlie, ha fatto un patto con le sue sorelle, non far morire le leggende e spedirle in TV, per fargli avere quello che hanno sempre voluto, scappati dalla TV le leggende si incamminano a combattere le Moire.
- Ascolti USA: telespettatori 760 000[18]

## Notte al museo di storia
- Titolo originale: Swan Thong
- Diretto da: Kevin Mock
- Scritto da: Keto Shimizu e Morgan Faust

### Trama
Atropo viene sconfitta e Charlie/Cloto convince Lachesi ad abbandonare il potere. La vecchia Zari, per salvare Behrad, ritorna nel Totem dell'aria, mentre Charlie decide di lasciare le Leggende e di rimanere con gli Smell nella Londra del 1977. Sara viene rapita all'insaputa di tutti da un fascio di luce blu extraterrestre.
- Ascolti USA: telespettatori 730 000[19]